# Újpéteritelep
Újpéteritelep Budapest XVIII. kerületének egyik városrésze.

## Fekvése
- Határai: Kettős-Körös utca a MÁV lajosmizsei vonalától – Oszkó utca – Szálfa utca – Határ utca – Kapocs utca – a MÁV lajosmizsei vonala a Kettős-Körös utcáig.

## Története
A városrész Pestszentimre egy része. 1930-ig Soroksárpéteri néven Soroksár része volt.  Déli (valójában északnyugat-délkeleti) határvonala egybeesik a Budapest–Lajosmizse–Kecskemét-vasútvonal XVIII. kerületi szakaszának nagy részével. Az ezen a vonalon fekvő mindkét kerületi vasútállomás szűkebb értelemben véve Újpéteritelepen van, a Nagykőrösi út (a 4601-es út) mentén.